# 福井康雄
福井 康雄（ふくい やすお、1951年9月29日 - ）は、日本の天文学者。名古屋大学大学院教授。専門は電波天文学。大阪府大阪市出身。

## 略歴
- 1970年：大阪府立天王寺高等学校卒業
- 1970年：東京大学理科I類入学
- 1972年：東京大学理学部天文学科進学
- 1974年：同学科卒業
- 1974年：東京大学大学院理学系研究科（天文学専攻）入学
- 1976年：日本学術振興会奨励研究員 (-1980)
- 1979年：同専攻修了 理学博士
- 1980年：名古屋大学理学部 助手（物理学科）
- 1984年：フンボルトフェロー（ケルン大学）
- 1987年：名古屋大学理学部 助教授 （物理学科）
- 1993年：同教授
- 1996年：名古屋大学大学院 教授（大学院重点化による）
- 2001年：名古屋大学 総長補佐 (-2004)
- 2003年：名古屋大学21世紀COEプログラム「宇宙と物質の起源」拠点リーダー (-2008)
- 2006年：名古屋大学大学院・理学研究科附属南半球宇宙観測研究センター長

## 受賞歴
- 1987年：第1回バイヌバップ賞（インド天文学会）
- 1991年：第7回井上学術賞（井上科学振興財団）
- 1995年：第2回日産科学賞（日産科学振興財団）
- 1998年：小惑星第7890番命名 “Yasuofukui” （国際天文連合）
- 2001年：第54回中日文化賞（中日新聞社）
- 2002年：第6回日本天文学会欧文研究報告論文賞（日本天文学会）
- 2003年：第7回林忠四郎賞（日本天文学会）
- 2007年：紫綬褒章[1]

## 業績
高感度小型電波望遠鏡を開発し、星間分子雲の広範な観測的研究によって多くの研究成果をあげた。特に、南米チリに望遠鏡「なんてん」を設置して行った南天の先駆的研究で知られる。
主な成果は下記のとおりである。
- 形成途上の原始星に付随する双極分子流を多数発見し、原始太陽系にも分子流が伴っていた事を示した。
- 原始星の前段階にあるガス塊を多数発見し、星形成の初期段階を解明した。
- 南天の銀河「マゼラン雲」の全面観測によって、星形成の場である巨大分子雲の全貌を明らかにした。
- 銀河系中心部に分子雲ループを発見し、太陽ループと同様の磁気浮上によることを示した。

## 著書

### 単著
- 「大宇宙の誕生 -『星のたまご』に見る宇宙の始まりと終わり」 ISBN 4-334-00628-0 光文社 1998年5月
- 「大宇宙の素顔 - 最新データで見る最深の宇宙」 ISBN 4-334-97320-5 光文社 2001年11月
- 「大宇宙の誕生 -『銀河のたまご』からブラックホールの新しい顔まで」 ISBN 4-334-78438-0 光文社 2006年8月

### 共著
- 「高エネルギー宇宙物理学 - 宇宙の高エネルギー現象を探る」 ISBN 4-254-15011-3 朝倉書店 1990年2月
- 「天文学への招待」 ISBN 4-254-15016-4 朝倉書店 2001年11月

### 編著
- 「私たちは暗黒宇宙から生まれた - ALMAが解き明かす宇宙の全貌」 ISBN 4-535-78426-4 日本評論社 2004年12月
- 「星間物質と星形成 ーシリーズ現代の天文学」ISBN 978-4-535-60726-2 日本評論社 2008年9月
- 「宇宙の観測IIーシリーズ現代の天文学」 ISBN 978-4-535-60736-1 日本評論社 2009年8月